# Stanisław Świdwiński

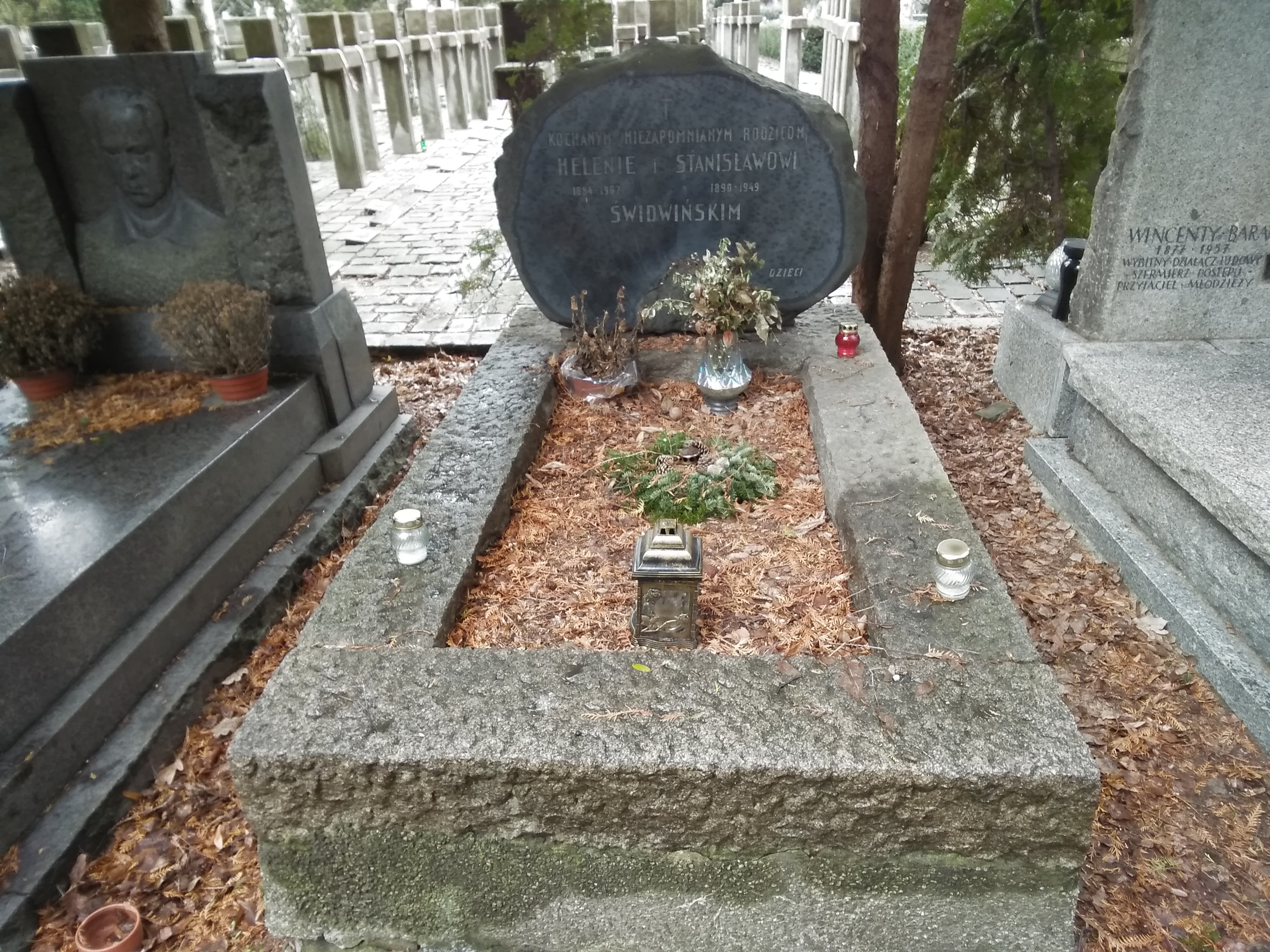
Grób Stanisława Świdwińskiego na Cmentarzu Wojskowym na Powązkach

Stanisław Dionizy Świdwiński (ur. 8 kwietnia 1889 w Radomiu, zm. 12 września 1949 w Warszawie) – polski nauczyciel, pedagog, działacz oświatowy.

## Życiorys
Urodził się 8 kwietnia 1889 w Radomiu, w rodzinie Zygmunta (1854–1921) i Marii z Patków (zm. 1919). Brat Aleksandra Jana (1885–1952), malarza, scenografa i reżysera. Wydalony z gimnazjum rosyjskiego za udział w strajku szkolnym 1905. W 1906/07 więziony przez władze rosyjskie za działalność w PPS. Ukończył gimnazjum św. Jacka w Krakowie i wydział filozoficzny Uniwersytetu Jagiellońskiego. Uzyskał tytuł naukowy doktora. Działał w organizacjach młodzieżowych w Krakowie (1907–1911) i w PPS w Łodzi (1912–1914). W 1920 ochotniczo służył w Wojsku Polskim.
Od 23 czerwca 1914 był mężem Heleny Sarny. Zamieszkiwał w domu przy ulicy Francuskiej 27 w Warszawie.
Został pochowany w Alei Zasłużonych na Cmentarzu Wojskowym na Powązkach w Warszawie (A28-tuje-7).

## Publikacje
- Pokłosie pracy oświatowej w latach 1880–1928. Garść wspomnień. Zbiór artykułów działaczy oświatowych (1928)
- Jak systematycznie przygotować uczniów do piśmiennych egzaminów końcowych z języka polskiego? Wskazówki metodyczne wraz z wykazem (900) tematów kuratoryjnych (1937)
- Jak pisać wypracowania polskie? : wskazówki do egzaminów końcowych dla abiturientów, eksternów i samouków. Wykaz (900) tematów kuratoryjnych (1937)
- Z bliska i z daleka : książka dla młodzieży i wychowawców (1948, współautor: Stanisław Posner)

## Ordery i odznaczenia
- Krzyż Komandorski Orderu Odrodzenia Polski (pośmiertnie, 15 września 1949)[5]
- Medal Niepodległości (9 października 1933)[6][7][8]